# Thøger Thøgersen
Thøger Ingvard Marius Thøgersen (født 24. februar 1885 i Viborg, død 9. december 1947 i København) var en dansk politiker og formand for Danmarks Kommunistiske Parti (DKP) fra 1927 til 1932.
Thøger Thøgersen blev født som søn af snedkersvend Rasmus Thøgersen, der var medlem af Socialdemokratiet. Efter uddannelsen som sadelmager blev han i 1902 formand for Socialdemokratiets Ungdomsforbund. Under 1. verdenskrig kritiserede Thøgersen militærbevillingerne og blev som konsekvens ekskluderet af den lokale ledelse, anført af formand Frederik Borgbjerg.
Da kommunisterne i 1918 brød med Socialdemokratiet tog Thøgersen, Marie Nielsen og andre initiativ til stiftelsen af Socialistisk Arbejderparti, hvor Thøgersen blev formand. Efter stormen på Børsen i februar 1918 blev Thøgersen fængslet i 4 uger. De næste mange år blev han gentagne gange fængslet i både danske og tyske fængsler. Han er den politiske fange, der siden Grundlovens indførelse, har siddet længst tid i fængsel.[kilde mangler]
I 1919 var han med til at stifte Danmarks Venstresocialistiske Parti, det senere DKP. Han udgjorde sammen med Richard Jensen venstrefløjen af DKP. I 1927 blev han formand, men kæmpede en hård kamp mod højrefløjen, der anførtes af Aksel Larsen.
Med støtte fra Komintern i Moskva overtog Larsen ledelsen af DKP, mens Thøgersen fra 1931 og fem år frem blev sendt til Moskva for at blive omskolet.
I 1936 fik han på Richard Jensens opfordring lov til at vende hjem til Danmark. Her overtog han redaktørposten på DKP's avis.
Under 2. Verdenskrig blev han interneret i 1941 som led i kommunistforfølgelserne. Efter 2 år i Horserødlejren og 2 år i KZ-lejren Stutthof vendte han hjem, syg og afkræftet. Han døde i december 1947.